# Annelunds Idrottsförening
O Annelunds Idrottsförening, ou simplesmente Annelunds IF, é um clube de futebol da Suécia fundado em 1924. Sua sede fica localizada na localidade de Annelund, na Västergötland.
Em 2009 disputou a Division 2 Mellersta Götaland, uma das seis ligas da quarta divisão do futebol sueco, terminando na quinta colocação dentre 12 clubes participantes.